# Епархия Уржеля
Епа́рхия Урже́ля (епархия Урхеля; кат. Bisbat d'Urgell, исп. Diócesis de Urgel) — епархия Католической церкви с центром в городе Сео-де-Уржель (Каталония, Испания).
Епархия основана не позднее начала VI века. Святыми покровителями Уржельского епископства являются Богоматерь Нурийская (кат. Mare de Déu de Núria) и святой Эрменгол, покровителем Сео-де-Уржеля — святой От.
Епископ Уржеля и президент Французской республики являются князьями-соправителями Андорры. В настоящее время епископскую кафедру Уржеля занимает (с 2025 года) Хосеп-Льюис Серрано Пентинат.

## История
Епархия Уржель была основана не позднее начала VI века. Первый упоминаемый в источниках уржельский епископ — святой Юст (527—546 годы). Он и его преемники принимали активное участие в церковной жизни Вестготского королевства, в том числе, в Толедских соборах. Епархия продолжила своё существование и после арабского завоевания Пиренейского полуострова в начале VIII века, входя на правах епархии-суффрагана в Нарбоннский диоцез. Епископ Феликс Урхельский (781—799 годы), один из главных распространителей адопцианства, после осуждения несколькими церковными соборами был лишён своей кафедры. С завоевания территории современной Каталонии Франкским государством епархия начала быстро развиваться, получив покровительство местных правителей. В середине IX века Уржельское епископство было одним из самых больших по площади епархий христианской Испании. Кризис, связанный с предпринятой епископом Эсклуа (885—892 годы) неудачной попыткой избавиться от опеки нарбоннского архиепископа, закончился отделением от территории епархии земель, на которых образовалось новое епископство Пальярс. Имея на своей территории значительное число монастырей, в IX—X веках Уржельское епископство было одним из центров распространения бенедиктинской реформы на христианских землях Пиренейского полуострова.
В 914—1122 годы епископскую кафедру Уржеля занимали только лица, связанные родственными узами со знатными каталонскими семьями (графов Урхеля, виконтов Конфлана и графов Пальярса). Первым из этих епископов был Радульф, последним — святой От. Однако это поставило епископов Уржеля в зависимость от светских владетелей, которые не раз пытались присвоить себе богатые земельные владения, принадлежавшие епархии, Это вызывало сопротивление уржельских епископов и несколько раз конфликты между светской и духовной властью заканчивались изгнанием епископов с кафедры Уржеля.
Два епископа, управлявшие Уржельской епархией в XI—XII веках — Эрменгол и От — причислены Римско-католической церковью к лику святых. В это же время в епископстве была произведена окончательная замена мосарабского церковного обряда на римский обряд, а затем проведены преобразования на основе реформ папы римского Григория VII, которые значительно ограничили влияние светских правителей на дела епархии. В 1091 году Уржельская епархия стала епископством-суффрагантом вновь восстановленного архидиоцеза Таррагона. В начале XIII века Уржельская епархия серьёзно пострадала в ходе Альбигойских войн. В это время уржельские епископы выступают как одни из самых активных сторонников монархии в Каталонии, противопоставляя власть королей Арагона притязаниям местных феодалов на владения епархии.
С XIV века начался постепенный упадок власти епископов Уржеля. Проведённая в Испании в 1592 году секуляризация монастырей и образование в 1593 году епархии Сольсона, созданной, в основном, за счёт земель, выделенных из Уржельского епископства, значительно ограничило влияние епископов Уржеля на события в Каталонии. В XVII веке епархия значительно пострадала от Каталанской революции и последующей французской оккупации. По Пиренейскому миру 1659 года Уржельская епархия лишилась почти всех своих приходов к северу от Пиренеев, сохранив их только в окрестностях города Льивии. В дальнейшем епископство Уржель ещё несколько раз изменяло свои границы (в 1803—1805, 1874 и 1956 годах).

Карта Уржельской епархии

В первой половине XIX века, после полной отмены в Испании феодальной системы, епископы Уржеля потеряли все свои светские владения, кроме Андорры, где они разделяли власть с правителями Франции. В середине этого века епископы Уржеля оказались вовлечены в Карлистские войны, выступая на стороне претендентов на испанский престол. С 1880-х главы Уржельской епархии отказываются от участия в политической жизни Испании, сосредотачивая свои усилия на своих епископских обязанностях и содействуя процессу экономического и социального развития Андорры. В 1934 году епископ Уржеля Жусти Гитарт-и-Вилардебо успешно преодолел кризис, связанный с самопровозглашением русским эмигрантом Борисом Скосыревым себя князем Андорры. Однако епископ не смог предотвратить ущерб, нанесённый Уржельской епархии Гражданской войной 1936—1939 годов, во время которой были разрушены многие имеющие историческую ценность здания и убиты 107 уржельских священников (некоторые из них позднее были канонизированы Римско-католической церковью).
За время существования Уржельского епископства в Сео-де-Уржеле было проведено более 30 поместных соборов, из которых наиболее важными для истории епархии были собор 799 года (по делу об адопцианстве Феликса Урхельского), соборы 887 и 892 годов (в связи с захватом уржельской кафедры Эсклуа), собор 991 года (наложение отлучения на территории графств Сердань и Берга за захват церковных владений), собор 1010 года (восстановление общины каноников в соборе Санта-Мария-де-Уржель), собор 1040 года (по случаю освящения нового здания кафедрального собора епархии) и собор 1632 года (приняты решения о регулировании деятельности приходских священников епархии и о почитании местных реликвий).

## Современное состояние епархии
Епархия Уржеля занимает площадь в 7 630 км². Это самая обширная по территории епархия Каталонии. В епархию входит 408 приходов (33 из них находятся на территории Франции), объединённых в 9 архипресвитерств. Одновременно епископство Уржель является и самой малонаселённой из каталонских епархий (212 537 чел. по данным на 2007 год).
Уржельское епископство входит в архидиоцез Таррагоны. Епископство граничит со следующими епархиями Римско-католической церкви: Вик, Сольсона, Лерида, Барбастро и Монсон, Тулуза, Памьере и Перпиньян.
Из церковных зданий, находящихся на территории епархии, 36 являются памятниками архитектуры Испании. Среди таких объектов, кафедральный храм епархии — церковь Санта-Мария-де-Уржель и храмы на территории бывших монастырей Сан-Бенет-де-Бажес, Сан-Льоренс-де-Бага и Санта-Мария-де-Серратеш. В 1957 году в Сео-де-Уржеле открыт музей Уржельской епархии, в котором представлены документы и исторические материалы начиная с IX века.

## Князь-соправитель Андорры

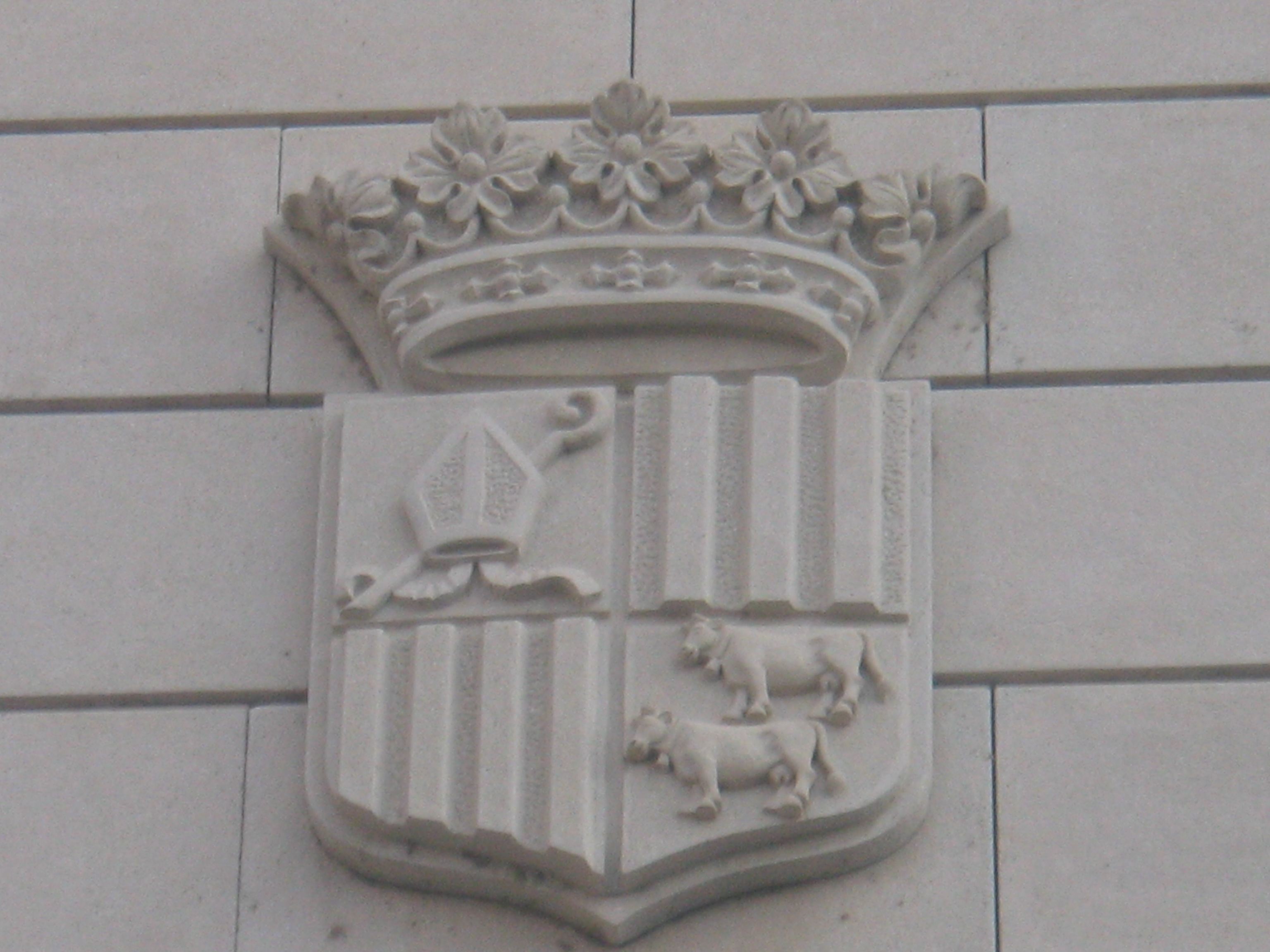
Герб Андорры на стене резиденции епископа Уржеля

Епископ Уржеля, вместе с президентом Франции, является одним из двух князей-соправителей Андорры.
Первые свидетельства о распространении власти епископов Уржеля на город Андорра-ла-Велья и его окрестности относится ко времени нахождения на уржельской кафедре епископа Поседония (первая половина IX века). Светская власть над долиной Андорры была 3 июля 988 года передана епископу Салле графом Барселоны Боррелем II. Однако в XI—XIII веках право на владение этой местностью оспаривалось у епископов местными феодалами: сначала виконтами Кастельбон, а потом графами Фуа. 8 сентября 1278 года между епископом Пере д’Урчем и графом Роже Бернаром III было достигнуто соглашение о совместном управлении Андоррой. В последующие века соправителями епископов Уржеля в Андорре были сначала короли Наварры (1479—1589 годы), а затем монархи и правители Франции. Во время Первой Французской республики, после отказа Франции от соправительства, епископ Уржеля считался единственным правителем Андорры. В настоящий момент князьями-соправителями являются епископ Уржеля Хосеп-Льюис Серрано Пентинат и президент Франции Эммануэль Макрон.